# Ульгулинский сельский округ
Ульгули́нский се́льский окру́г (ранее — Ки́ровский сельсове́т, каз. Үлгілі ауылдық округі) — административная единица в составе Байзакского района Жамбылской области Казахстана.
Административный центр — село Ульгули.

## История
В 1989 году существовал как Кировский сельсовет в составе двух населённых пунктов: Ульгули (административный центр) и Кирова (ныне — Дихан).
В периоде 1991—1998 годов:
- сельсовет был переименован и преобразован в сельский округ в соответствии с реформами административно-территориального устройства Республики Казахстан;
- село Дихан было исключено из состава Ульгулинского сельского округа и было передано в состав Мырзатайского сельского округа.

## Население
| Численность населения | Численность населения | Численность населения |
| 1989                  | 1999                  | 2009                  |
| --------------------- | --------------------- | --------------------- |
| 2265                  | ↘1427                 | ↗1783                 |

## Состав
| № | Населённый пункт | Тип населённого пункта       | Население, 1989 | Население, 1999 | Население, 2009 |
| - | ---------------- | ---------------------------- | --------------- | --------------- | --------------- |
| 1 | Дихан            | село, передано               | 822             | ↗881            | ↘613            |
| 2 | Ульгули          | село, административный центр | 1 443           | ↘1 427          | ↗1 783          |